# Rada Porozumiewawcza Związków Polskich we Francji
Rada Porozumiewawcza Związków Polskich we Francji – organizacja utworzona 12 lutego 1933 roku w Lille w celu konsolidacji emigracji polskiej we Francji.

## Charakterystyka
W grudniu 1935 w skład Rady wchodziło 26 związków, w ramach, których działały 1644 stowarzyszenia lokalne, liczące niemal 110 tysięcy członków.
Organem prasowym Rady Porozumiewawczej były czasopisma: Poradnik Oświatowy oraz wydawany w języku francuskim Le Travailleur Polonais. Ukazywało się również pismo Rocznik Rady Porozumiewawczej.
Organizacja, korzystając z dotacji państwowych, była zaangażowana m.in. w finansowanie placówek prowadzących nauczanie języka polskiego. Rada Porozumiewawcza ogłaszała również coroczną zbiórkę na oświatę polonijną we Francji. W skład Komisji Wychowania Fizycznego i Obywatelskiego podległej Radzie Porozumiewawczej Związków Polskich we Francji wchodziły wszystkie ówczesne polskie organizacje sportowe na terenie Francji.

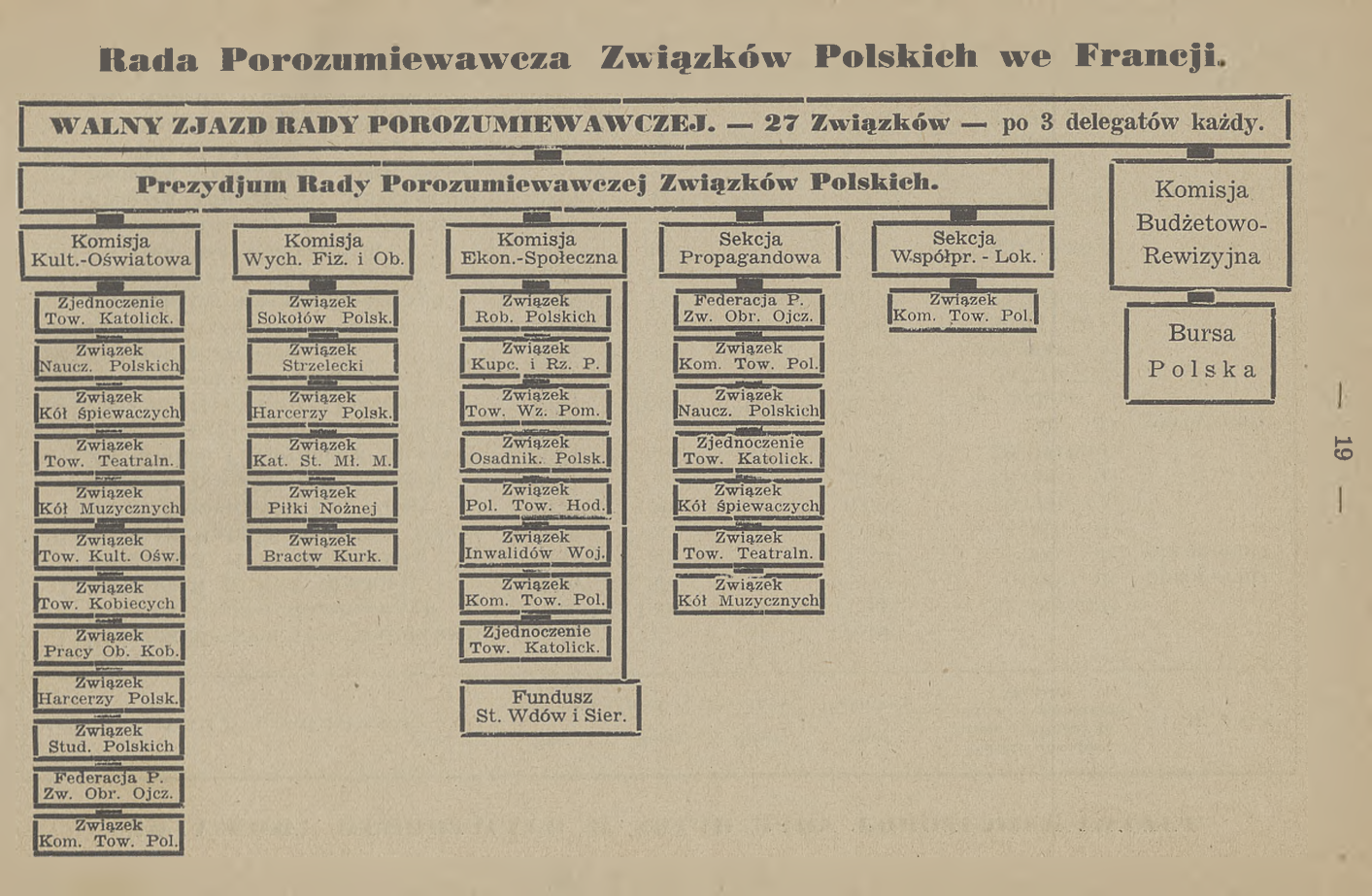
Struktura Rady Porozumiewawczej

W kwestiach politycznych Rada Porozumiewawcza reprezentowała ideologię państwową (sanacyjną), stawiając w opozycji środowiska lewicowe i chadeckie oraz zwalczając wpływy komunistyczne.
Prezesem stowarzyszenia był Stefan Rejer, a sekretarzem generalnym Piotr Kalinowski. 11 grudnia 1938 Rada Porozumiewawcza Związków Polskich we Francji została rozwiązana i przekształcona w Związek Polaków we Francji. Stefan Rejer został mianowany prezesem honorowym nowo powstałego związku.